# Tống Trân (xã)
Tống Trân là một xã thuộc tỉnh Hưng Yên, Việt Nam.

## Địa lý
Xã Tống Trân nằm ở phía đông tỉnh Hưng Yên, có vị trí địa lý:
- Phía đông giáp xã Ngọc Lâm.
- Phía tây giáp xã Tiên Tiến và xã Tiên Hoa.
- Phía nam giáp các xã Tiên La, Ngự Thiên và Diên Hà.
- Phía bắc giáp xã Nam Thanh Miện của thành phố Hải Phòng, có ranh giới tự nhiên là sông Cửu An.

## Lịch sử
Sau năm 1946, Tống Trân là một xã thuộc huyện Phù Cừ.
Ngày 26 tháng 1 năm 1968, tỉnh Hưng Yên hợp nhất với tỉnh Hải Dương thành tỉnh Hải Hưng và xã Tống Trân thuộc huyện Phù Cừ, tỉnh Hải Hưng.
Ngày 11 tháng 3 năm 1977, Hội đồng Chính phủ ban hành Quyết định 58-CP về việc hợp nhất hai huyện Phù Cừ và Tiên Lữ thành huyện Phù Tiên và xã Tống Trân thuộc huyện Phù Tiên, tỉnh Hải Hưng.
Ngày 6 tháng 11 năm 1996, Quốc hội ban hành Nghị quyết về việc chia tỉnh Hải Hưng thành 2 tỉnh Hải Dương và Hưng Yên và xã Tống Trân thuộc huyện Phù Tiên, tỉnh Hưng Yên.
Ngày 24 tháng 2 năm 1997, Chính phủ ban hành Nghị định 17-CP về việc chuyển xã Tống Trân thuộc huyện Phù Tiên về huyện Phù Cừ mới tái lập quản lý.
Ngày 16 tháng 6 năm 2025, Ủy ban Thường vụ Quốc hội ban hành Nghị quyết số 1666/NQ-UBTVQH15 về việc sắp xếp các đơn vị hành chính cấp xã của tỉnh Hưng Yên năm 2025. Theo đó, sắp xếp toàn bộ diện tích tự nhiên, quy mô dân số của các xã Tam Đa, Nguyên Hòa và Tống Trân thành xã mới có tên gọi là xã Tống Trân.

## Văn hóa
Đền Tống Trân, thờ Lưỡng quốc Trạng nguyên Tống Trân trong truyền thuyết Tống Trân Cúc Hoa.